# Xylophilostenus octophyllus
Xylophilostenus octophyllus là một loài bọ cánh cứng trong họ Scraptiidae. Loài này được Lea miêu tả khoa học năm 1917.